# Plegafulles ala-roig
El plegafulles ala-roig (Dendroma erythroptera) és una espècie d'ocell de la família dels furnàrids (Furnariidae).
Habita els boscos tropicals i subtropicals de frondoses humits a Bolívia, el Brasil, Colòmbia, l'Equador, el Perú i Veneçuela.
Classificat freqüentment al gènere Philydor ha estat recentment ubicat a Dendroma.